# コマンドウルフ
コマンドウルフ（COMMAND WOLF）はトミー（現タカラトミー）が展開する『ゾイド』シリーズに登場する架空の兵器。本記事では各種派生機についても記載。

## 概要
『ゾイド』シリーズにおいては第一期シリーズ（1983～1990年）の1987年から登場。第二期シリーズ（1999～2006年）においてもジオラマストーリーやアニメ、漫画作品など各種メディアミックスで登場する。

## 設定解説
| コマンドウルフ COMMAND WOLF | コマンドウルフ COMMAND WOLF |
| --------------------------- | --- |
| 番号                        | RHI-3（旧） RZ-009（新） |
| 所属                        | ヘリック共和国 |
| 分類                        | オオカミ型 |
| ロールアウト                | ZAC2042年 |
| 配備台数                    | 2500機(ZAC2100年秋時点) |
| 全長                        | 14.7m |
| 全高                        | 7.9m |
| 全幅                        | 5.9m |
| 重量                        | 46.0t |
| 最高速度                    | 200km/h（旧） 210km/h（新） |
| 乗員人数                    | 2名 |
| 武装（旧）                  | 2連装ビーム砲座 煙幕噴射口×2(加速用ブースター兼用) 電磁牙 |
| 武装（新）                  | 50mm対ゾイド2連装ビーム砲座 スモークディスチャージャー×2 エレクトロンバイトファング ストライククロー×4                                                                 |
| 主な搭乗者                  | ヘリック共和国一般兵 アンドレア少佐(旧) トミー・パリス（バトルストーリー） ダン・フライハイト（ゾイド -ZOIDS-、機獣新世紀ZOIDS） バン・フライハイト（機獣新世紀ZOIDS） |

『ゾイドバトルストーリー』におけるコマンドウルフ
中央大陸戦争時代、サーベルタイガー率いるゼネバス帝国軍高速ゾイド部隊に苦戦を強いられているヘリック共和国が、それらへの対抗手段として開発したオオカミ型ゾイド。「山岳戦の狼」の異名を持つ。
格闘戦仕様の機体であるが、高い追跡・分析能力を持ち、わずかな手がかりから敵を追い詰めるとともに単独での情報収集任務にも活用される。さらにコントロールディスプレイも登場時では最新式のものを使用しており、操縦時にパイロットにかかる負担を軽減させている。
同時期に開発されたシールドライガーに比べてパワーは劣るものの、小回りがきき、扱いやすさと良好な操縦性によりパイロットからの信頼が高い。そのため、中央大陸戦争時代からシールドライガーの支援機として機能した。時代が下った西方大陸戦争緒戦においては帝国軍に対抗し得る同クラスのゾイドが少ないことから高速部隊の要として運用されている。

### 武装・装備
（旧）は中央大陸戦争時代（第1期シリーズ）、（新）は第二次大陸間戦争時代（第2期シリーズ）の呼称
2連装ビーム砲座（旧） / 50mm対ゾイド2連装ビーム砲座（新）
背部に装備されるビーム砲座。単独飛行も可能となっており、ビークルとして偵察任務が可能なほか、上空からの支援攻撃でも威力を発揮する。
煙幕噴射口（旧） / スモークディスチャージャー（新）
腰部に装備。煙幕を発射して敵を攪乱する。
加速用ブースターも兼ねる装備。
電磁牙 （旧） / エレクトロンバイトファング（新）
口部に存在する電磁波の牙。接近戦で高い破壊力を発揮。敵の弱点を攻撃する戦法を得意とする。
ストライククロー（新）
四肢の爪部。電磁爪として攻撃可能な装備。

### オオカミ型ゾイド
コマンドウルフのベースとなったのは中央大陸の風族が古くから用いてきたオオカミ型ゾイドである。
このオオカミ型ゾイドは狩猟用として家畜化されたもので、何世代も人為的に選別して来たことによって人間の命令を理解する高い知能を獲得している。部族間紛争時代は運搬・交通・防衛・競技と幅広い用途に用いられていたが、ZAC1960年ごろになると体のほとんどを人口部品に置き換えたメカ生体にも改造され、ZAC2042年にはコマンドウルフがロールアウトしている。オオカミ型ゾイドは第二次大陸間戦争においてもライガー、タイガー型ゾイドに勝るその生存数から重宝されたが、中央大陸種では新型のボディを開発したとしてもライトニングサイクスに太刀打ちできない課題を残している。
後に共和国軍は西方大陸種のより巨大なオオカミ型野生体ゾイドを発見しており、ライガーゼロに匹敵するパワーを持つケーニッヒウルフを開発している。

## キット

### トミー版
大型のゼンマイであるHiパワーユニットを動力とし、単純な四足歩行ギミックを有するが、連動ギミックは無い。手動ギミックとしては頭部キャノピーの開閉、下顎の開閉、頭部・首・尻尾の上下動および背部砲塔の旋回、分離がある。本機特有の特殊ギミックとして変速機構がある。これは首を下げることによってその内側に備えた偏心バラストつきのギアとHiパワーユニット前方のギアとをかみ合わせ、バラストの負荷によって歩行速度を下げるものである。
タカラトミーの内部資料においては、第一期、第二期までの商品で988000台の販売数であったとしている。
RHI-3 コマンドウルフ
1987年7月発売。
RHI-3 コマンドウルフ(NEW)
1988年7月発売。成型色変更版
RZ-009 コマンドウルフ
1999年8月発売。
Zi-024 コマンドウルフ(アーバイン仕様)
1999年12月発売。塗装済みパーツをも用いてアーバイン仕様の機体カラーを再現。新規パーツのロングレンジライフル追加。
ZOIDSゾイド邪神復活!〜ジェノブレイカー編〜初回限定特典コマンドウルフ
2000年8月発売のゲーム『ゾイド邪神復活!〜ジェノブレイカー編〜』の初回特典として付属。赤色に成型色が変更された帝国仕様。
ZOIDS邪神復活ジェノブレイカー編第2弾特別セット用コマンドウルフ
2000年12月のゲーム二次出荷特典。ブルーコマンドウルフに似ているが詳細な設定はスペック以外に特に無い。カラーリングもより深い青色に微妙に変更されている。なお、この模型誌や2000年当時のトミー公式サイトでは、「ミッドナイトブルーコマンドウルフ」の呼称が用いられた。
特別限定仕様 ブルーコマンドウルフ
装甲部のカラーリングが青系、武装のカラーリングが黄系に変更されている以外は通常版と変わらない。2000年の『大ゾイド展』にて限定発売された。
RZ-042 コマンドウルフAC
2001年3月発売。メタリックブルー塗装済みのコマンドウルフとアタックユニットのセット。
FZ-003 コマンドウルフAC
2004年9月発売。コマンドウルフACのゾイドフューザーズ仕様。メタリックブルー部は成型色に変更された。
FZ-012 コマンドストライカー
2004年11月発売。キットではアニメに登場したモビリティモードの他に、追加パーツを用いることによりレオストライカー全てのパーツを装備したパーフェクトモードへの換装が可能となっている（ただし、パーフェクトモードはアニメ未登場）。また劇中を再現するため、長いザンブレイカーも付属している。
GZ-003 コマンドウルフLC
2005年3月発売。アーバイン仕様と同一形状のロングレンジライフル付属。シールとゴムキャップ、成型色が変更された。
コマンドウルフ ホロテック
2005年1月に次世代ワールドホビーフェアにて限定発売。
コマンドウルフRGC
タカラトミーモール限定で2013年10月発売。キットではコンバーチブルによってザッパ仕様とインターセプターの三種の機体を再現することが可能となっている。
開発はタカラトミーの苑田文明が担当。苑田はインタビューに際し、RGCは急増機のイメージとしてデザインしたと語っている。また、ザッパ仕様は龍のイメージであり、好敵手であるジェノリッターと合わせて龍対竜の構図であるという。
REALIZE MODEL RMZ-003 コマンドウルフ
2025年3月発売。可動、組み立てやすさ、コレクション性、アニメの再現性、リアリティに重点を置いている1/100プラキットシリーズ。背部の50mm対ゾイド2連装ビーム砲座にキャノピーカバーが追加され、アニメ劇中のストライククローも再現可能。一般兵士のフィギュアが2体付属。
REALIZE MODEL RMZ-008 コマンドウルフ アーバイン仕様
2025年9月発売予定。コマンドウルフの成型色を黒色に変更し、ロングレンジライフルとスプレッドミサイルの2種が付属している他、3種類の内、どちらか一方が選択可能。ロングレンジライフルは伸縮ギミックを搭載し、基部のカバーも開閉しパイロットの搭乗も可能。スプレッドミサイルは発射口の差し替えにより開閉を再現している。アニメ劇中のメモリーバンクの再現や槍状の弾体も付属。アーバインと一般兵士のフィギュアが2体付属。
AZ-11 コマンドウルフ
2025年12月発売予定。1987年発売時のコマンドウルフをベースにリアルさとアニメの再現性に近づけるためオオカミのようなスタイリングに変更されている他、電動ユニットによる走行となっている。当時のギミックを踏襲し、頭の位置を変えることで走行モード（通常速度）と追跡モード（低速度）の切り替えが可能。ビーム砲座は従来のものと同じくキャノピーはついていない。動力ユニットにはゾイドコアが新規造形されている。オプションパーツとして別売りの台座に接続可能なアダプタパーツが付属。一般兵士のパイロットフィギュア1体が付属。

### HMM（ハイエンド・マスターモデル）シリーズ
RHI-3 コマンドウルフ
2007年6月にシリーズ第二弾として発売。
成形色および、説明書で説明されているカラーリングの配色は旧シリーズ準拠だがキャノピーの色は新シリーズ準拠のクリアオレンジで、キャップの色もHMM版独自の物に変更されている。
後述のクリアパーツだけでなく、ステッカーに付属する国章も2種類（新旧シリーズの両方に準じた物）が用意されており、好みで選択可能。
スモークグレーキャノピーの他、タカラトミー製パーツ用のジョイントパーツが付属するが、軸径の規格が合っていないため、独自の加工が必要となる。
アーバイン仕様機に遅れること2016年3月に、『リパッケージ版』名義で再生産された。パッケージイラストを変更し、ACおよびLC用の装備も追加して大幅にボリュームを増している。
EHI-003 コマンドウルフLCゼネバス帝国軍仕様
2007年6月発売。
コマンドウルフAC
2008年7月発売のシリーズ第7弾。シリーズオリジナル武装として前脚部のハードポイントに対人機関砲と2連衝撃砲が追加されている。
コマンドウルフ アーバイン仕様
2009年6月に限定発売。新規パーツとしてロングレンジライフルと1/72アーバインフィギュアが付属する。2015年5月に発売された再生産分は『リパッケージ版』と銘打たれてパッケージイラストが変更された。
コマンドウルフLC&AC バラッド仕様
2010年12月発売。

### MSS (モデラーズ・スピリット・シリーズ)
MSSシリーズ第8弾で2013年発売。
背部ビークルにはパイロット固定用のバーフレームが付いている。専用ジオラマベース付き。

## 作中での活躍

### バトルストーリー
『ゾイドバトルストーリー』（小学館）
『ゾイドバトルストーリー2』にて初登場。ZAC2042年のハドリアンウォール防衛戦においてシールドライガーと共に初登場し、侵入してきたヘルキャットを翻弄して初陣を飾った。
ZAC2043年の戦いでは帝国軍の巨大ゾイド開発研究所への奇襲作戦に従事。シールドライガーに随行し、道中でディメトロドンへの攻撃に参加した他、サラマンダーからの給油を受け基地に進行することも成功したものの、同基地は自爆し探索していた巨大ゾイド（デスザウラー）も取り逃がしている。
『ゾイドバトルストーリー3』では、ZAC2045年8月の戦いにおいて中央山脈での戦闘に参加。偵察・戦闘の双方で活躍した。
『ゾイドバトルストーリー』（学年誌掲載版）
中央山脈の戦いにおいてはサーベルタイガーにスピード差で敗北し、撃破されている。
『ゾイド公式ファンブック』（小学館）
ZAC2099年8月～10月の戦いにおいては共和国陸軍独立第二高速大隊に所属していた機体がオリンポス山制圧に参加。道中セイバータイガーの攻撃を受けて複数機のコマンドウルフが撃破されながらも、シールドライガーの活躍によってそれを撃破し山頂に到達。その際にデスザウラーと交戦し、決戦の末同機が大爆発を起こしたことから、同作戦に参加した部隊はコマンドウルフのパイロットの一人であるトミー・パリス中尉除き全滅している。

### アニメ
『ゾイド -ZOIDS-』
共和国軍正式配備機の他、アーバイン仕様をはじめ様々な乗り手によって運用された。第49話における回想では、バンの父ダン・フライハイトの搭乗機がプロイツェンの擁する帝国軍3コ師団と激突し、牙部から発光現象を起こしながら相打ちに持ち込んでいる。
当初は漫画『機獣新世紀ZOIDS』と同様にバンの初期主人公機をコマンドウルフとする予定で企画が進行していたが、トミー社内での販売方針からシールドライガーに変更された。
『ゾイド新世紀スラッシュゼロ』
バラッド仕様機が登場。
『ゾイドフューザーズ』
マスクマンの搭乗するコマンドウルフACが登場。
『ゾイドジェネシス』
コマンドウルフLCがディガルド討伐軍などの戦力として登場。

### 漫画
機獣新世紀ZOIDSにてバンの父の機体が登場。「ジーク」という愛称を持つ数年前の戦いで野良ゾイドと遭遇した際に命と引き換えに使用する最強攻撃『ラグナレクファング』を用いたことで機能停止し、ウィンドコロニーにて鎮座していた。その後、レイヴンの強襲に立ち向かうため、オーガノイド・ジークがこのコマンドウルフ（ジーク）と合体し、再活性化する。最終的には再び『ラグナレクファング』を用いて機体は完全大破することとなるが、レイヴンのセイバータイガーと相打ちに持ち込むことに成功した。

### ゲーム
ゼンマイ駆動の中型ゾイドとしては非常に多くのゲームに登場しており、特にゾイド第2期シリーズ中に発売されたほとんどのゲームに登場する。
『ゾイド2 ゼネバスの逆襲』
『ゾイド -ZOIDS- 邪神復活!〜ジェノブレイカー編〜』
中型ゾイドとして登場。通常タイプと改造タイプや野良ゾイドを含めると合計4種類が実装されており、アーバインが仲間になる時にストーリー上で入手できる。
『ZOIDS 〜白銀の獣機神ライガーゼロ〜』
通常仕様とコマンドウルフAUが登場。
『ZOIDS 帝国VS共和国 メカ生体の遺伝子』『ZOIDS2 ヘリック共和国VSガイロス帝国』
共和国側のMサイズユニットとして登場。どちらも強化型への改造が可能で、『ヘリック共和国VSガイロス帝国』では改造バリエーション機に「コマンドウルフAT装備型」の固有名称が付けられており、オリジナルの登場人物である傭兵アインの愛機である。
「ZOIDS SAGAシリーズ」「ZOIDS VS.シリーズ」
両作品ともシリーズを通して通常仕様と多数の改造仕様が登場する。『SAGA』と『SAGA DS』ではアーカディア王国三獣士たちの初期ゾイドでもある。『SAGA DS』の冒頭では、主人公（アトレー王子）の訓練機として使われている場面がある。
『ゾイドインフィニティ』
プレイ開始当初から選択可能な基本ゾイドとして登場。
『ZOIDS STRUGGLE』『ゾイドフルメタルクラッシュ』
両作品とも通常仕様に加えてコマンドウルフアーバインカスタムとコマンドウルフACが登場する。なお、後者はガイロス帝国側が主人公サイドであるため、ストーリー上は敵（共和国軍）側のゾイドとして出てくる。
『ゾイドタクティクス』
通常仕様と多数の改造仕様が登場する。
『ゾイド オルタナティブ』
マロール共和国陸軍の「C-WOLF」として登場。
『ZOIDS Material Hunters』
ZOIDS concept art版のアレンジデザインで登場する。正式名称としては従来の「コマンドウルフ」のままだが、デザインとカラーリングはゾイドオリジナルでキット化されたコマンドウルフRGCのバリエーション「コマンドウルフ［ザッパ隊長仕様:後期型］」に近い。カラーバリエーションに、シャドーフォックス風の黒と金のツートンカラー「ブラック（Black）」、従来のノーマル型に近い「ホワイト（white）」、迷彩カラーの「ミリタリー（Military）」がある。
『ZOIDS FIELD OF REBELLION』
全てのプレイヤーに配布される初期所有の中型ゾイドとして登場する。体なので全てのチュートリアルなどでも使用できる。ゲームはZOIDS concept artの世界観をベースにしているが、従来のキットをほぼ踏襲するデザインで実装。事前登録者特典のオリジナルのコマンドウルフ専用ウエポンとして5銃身ガトリング砲の「ヘルファイア」、ゲームオリジナルのパイロットとしてディーン・ファラデーが登場する
『ゾイドワイルド インフィニティブラスト』
プレイアブル機体の1つとして登場。ストーリーモードにおいて、惑星Zi産ゾイドを地球の環境に適合する形態で復元した結果、ゾイドワイルドシリーズの機体とほぼ同スケールの状態で登場する。
参戦機体としては通常仕様とコマンドウルフACの2機だが、カスタマイズパーツにロングレンジライフル・アシスタンスブースター・ロングレンジキャノンなどもラインナップされているので、各武装とカラーリングを変更することができる。

## バリエーション

### コマンドウルフ NEW
| コマンドウルフNEW | コマンドウルフNEW                                           |
| ----------------- | ----------------------------------------------------------- |
| 番号              | RHI-3                                                       |
| 所属              | ヘリック共和国                                              |
| 分類              | オオカミ型                                                  |
| 全長              | 14.7m                                                       |
| 全高              | 7.9m                                                        |
| 全幅              | 5.9m                                                        |
| 重量              | 46.0t                                                       |
| 最高速度          | 210km/h                                                     |
| 乗員人数          | 2名                                                         |
| 武装              | 2連装ビーム砲座 煙幕噴射口（加速用ブースター兼用）×2 電磁牙 |

中央大陸戦争時代に登場したバリエーション。共和国MK-2部隊への配属に合わせてカラーリングが変更された。ベアファイターNEWとともにシールドライガー・マーク2の随伴機として活躍した。
ゲーム作品では「ゾイド VS.シリーズ」や『ゾイドタクティクス』に登場する。
呼称
「コマンドウルフNEW」という呼称はゾイド公式ファンブック掲載時のもの。資料によっては「コマンドウルフ ニュータイプ」とも記述される。

### コマンドウルフ アーバイン仕様
| コマンドウルフ アーバイン仕様 COMMAND WOLF IRVINE CUSTOM | コマンドウルフ アーバイン仕様 COMMAND WOLF IRVINE CUSTOM                                        |
| -------------------------------------------------------- | ----------------------------------------------------------------------------------------------- |
| 番号                                                     | Zi-024 Zi-024AS                                                                                 |
| 分類                                                     | オオカミ型                                                                                      |
| 全長                                                     | 14.7m                                                                                           |
| 全高                                                     | 8.6m                                                                                            |
| 重量                                                     | 48.0t                                                                                           |
| 最高速度                                                 | 200km/h                                                                                         |
| 乗員人数                                                 | 1名                                                                                             |
| 武装                                                     | ロングレンジライフル スモークディスチャージャー×2 エレクトロンバイトファング ストライククロー×4 |
| 主な搭乗者                                               | アーバイン （ゾイド -ZOIDS-・ゾイドバトルストーリー）                                           |

アニメ『ゾイド -ZOIDS-』および『ゾイドバトルストーリー』に登場。
戦場で傷付き、乗り捨てられていた機体をアーバインが回収し独自に改修したもの。『黒狼』の異名を持つ。その際に規格外のパーツを多数使用したためにクセが強く、一部のスペックがノーマル機より劣ることになったが、反応速度などは向上している。ゴジュラス用のロングレンジライフルを装備。直撃すれば、大型ゾイドの装甲をも撃ち抜く威力を持つ。
アニメ登場当初は2連装ビーム砲座を装備。その後、スプレッドミサイルの装備を経て第16話からロングレンジライフルを装備した。彼が別のゾイドに乗ると機嫌を悪くしたらしい。
呼称
表記ゆれが見られ、「コマンドウルフ・アーバイン仕様」『ゾイドバトルカードゲーム』のカードでは「コマンドウルフAS」、『ZOIDS SAGA 2』や『ゾイドタクティクス』では「コマンドウルフIS（アーバインスペシャル）」、「ゾイド VS.シリーズ」では『コマンドウルフ IRVINE』などの名称となっている。
製作エピソード
トミーの田島豊によれば、アーバイン仕様のカラーリングはアニメスタッフ側によるものだとされる。色指定は従来のコマンドウルフのキットでは行えないものだったことから、ランナー状態で塗装する形で再現する方式をとったという。また、ロングレンジライフルのデザインは第一期シリーズでキングゴジュラスやダークホーンのハイブリッドバルカンをデザインした宮田浩の手によるものである。
作中での活躍
バトルストーリー
ZAC2100年7月に行われた第二次全面会戦の折にアーバインの愛機として活躍。アタックゾイドを駆る他の傭兵とともに帝国軍の部隊と交戦したあと、アイアンコングPKの基地侵入を察知しこれを防戦。最終的にはゴジュラス・ジ・オーガの壁となって撃破された。
アニメ
『ゾイド -ZOIDS-』の第3話から登場。バンのシールドライガー（後、ブレードライガー。）、ムンベイのグスタフと共に旅に出る。レイヴンのセイバータイガーに対抗するためにスプレッドミサイルを装備したこともある。
第47話におけるジェノブレイカーとの戦いで忠告を聞かず単機で挑み、ゾイドコアに致命傷を受けてしまう。その後、帝国軍において開発されていた新型機「ライトニングサイクス」がテスト中に事故を起こし、メモリーバンクを損傷したためコマンドウルフのメモリーバンクを移植している。
漫画
小学二年生掲載漫画『ゾイドバトルストーリー』ではアニメ同様。アーバインの乗機が登場。偽アーバイン（ガンタイン）が搭乗する偽アーバイン仕様のコマンドウルフと交戦した。
ゲーム
『ゾイド -ZOIDS- 邪神復活!〜ジェノブレイカー編〜』「ZOIDS SAGAシリーズ」「ゾイド VS.シリーズ」『ゾイドタクティクス』『ZOIDS STRUGGLE』『ゾイドフルメタルクラッシュ』に登場する。いずれの作品でもアーバインも登場キャラクターに含まれており、特に『邪神復活!』『SAGA』『タクティクス』ではストーリー上でも原作（漫画・アニメ）と同様にアーバインの愛機となっている。

### レッドコマンドウルフ
| レッドコマンドウルフ RED COMMAND WOLF | レッドコマンドウルフ RED COMMAND WOLF                                               |
| ------------------------------------- | ----------------------------------------------------------------------------------- |
| 所属                                  | ガイロス帝国                                                                        |
| 分類                                  | オオカミ型                                                                          |
| 全長                                  | 14.7m                                                                               |
| 全高                                  | 7.9m                                                                                |
| 重量                                  | 46.0t                                                                               |
| 最高速度                              | 210km/h                                                                             |
| 乗員人数                              | 2名                                                                                 |
| 武装                                  | 50mm対ゾイド2連装ビーム砲座 スモークディスチャージャー×2 エレクトロンバイトファング |

西方大陸戦争当時、第一次全面会戦で勝利を収めたガイロス帝国がその時に大量に鹵獲したコマンドウルフをカラーリングと識別信号を変更し、自軍の戦力として組み込んだ機体。鹵獲された機体は50機または100機存在し、内部回路の解析や装甲の弱点を研究する観点から射撃目標として用いられた。一部の機体は帝国軍特殊部隊に配備され、共和国軍のコマンドウルフ部隊とも交戦したとされる。後に帝国軍で開発されたライトニングサイクスにはこのコマンドウルフから得られたデータがフィードバックされている。
ゲーム「ゾイド VS.シリーズ」と『ゾイドタクティクス』では、カラーリングと設定を同様とする機体が「コマンドウルフEM」として登場する。

### ブルーコマンドウルフ
| ブルーコマンドウルフ BLUE COMMAND WOLF | ブルーコマンドウルフ BLUE COMMAND WOLF                                              |
| -------------------------------------- | ----------------------------------------------------------------------------------- |
| 所属                                   | ヘリック共和国                                                                      |
| 分類                                   | オオカミ型                                                                          |
| 全長                                   | 14.7m                                                                               |
| 全高                                   | 7.9m                                                                                |
| 重量                                   | 46.0t                                                                               |
| 最高速度                               | 231km/h                                                                             |
| 乗員人数                               | 2名                                                                                 |
| 武装                                   | 50mm対ゾイド2連装ビーム砲座 スモークディスチャージャー×2 エレクトロンバイトファング |

訓練を終えたばかりのエースパイロット5名で編成された共和国超高速戦闘実験部隊「セブン・トゥ・スリー」に配備されているコマンドウルフ。一般に配備されているコマンドウルフに比べて動力機関の出力が20%ほど引き上げられており、その最高速度は231km/hに達するとされる。
西方大陸戦争時代、レッドラスト砂漠にて野営中だった共和国軍のゾイド部隊がブラックレドラー部隊の奇襲を受けた時、颯爽と現れてその窮地を救ったと言われている。

### コマンドウルフAU
| コマンドウルフAU | コマンドウルフAU |
| ---------------- | --- |
| 所属             | ヘリック共和国 |
| 配備台数         | 500機(ZAC2100年秋時点)                                                                                                 |
| 分類             | オオカミ型 |
| 全長             | 14.7m |
| 全高             | 10.0m |
| 重量             | 66.0t 49.2t |
| 最高速度         | 200km/h 210km/h |
| 武装             | スモークディスチャージャー×2 エレクトロンバイトファング ロングレンジキャノン スタビライザー×2 アシスタンスブースター×2 |

長引く戦いに対応させるため、コマンドウルフにロングレンジキャノン（2連長射程ビーム砲、2連装250mmロングレンジキャノン）とブースターからなるCP-04アタックユニットを追加装備したバリエーション。火力を増強しつつブースターによって運動性を補っている。後述のコマンドウルフACはこのAUタイプをパイロットの技量に合わせてカスタム化したものである。
呼称
表記揺れも多く、ゾイド公式ファンブック2に掲載された「コマンドウルフAU」のほか、公式ファンブック3の「コマンドウルフ アタックタイプ」、『月刊コロコロコミック』誌2000年6月号掲載時の「コマンドウルフ・アーティー」、ゲーム『ZOIDS2 ヘリック共和国VSガイロス帝国』の「コマンドウルフAT装備型」、『ZOIDS SAGA』の「コマンドウルフ アタックユニット」などがある。
作中の活躍
バトルストーリー
ZAC2100年6月のユピト港～デルダロス海において輸送船ネオ・タートルシップに奇襲を敢行したシンカーに対し、迎撃を行った機体の中に本機の姿も見られた。
同年7月の北エウロペ大陸ロブ基地での戦い（第二次全面開戦）においては襲撃する帝国部隊に迎撃する機体の中に本機の姿も見られた。
アニメ
『ゾイド -ZOIDS-』第58話においてヒルツら一味の攻撃部隊を迎撃するブレードライガー（バン）の随行機として登場。
ゲーム
『ZOIDS 〜白銀の獣機神ライガーゼロ〜』「ゾイド VS.シリーズ」『ゾイドタクティクス』ではコマンドウルフAUの名称で、『ZOIDS2 ヘリック共和国VSガイロス帝国』と『ZOIDS SAGA』では名称が若干異なるがコマンドウルフAUに相当する機体が登場する。
漫画
『小学二年生』誌掲載コミック『ゾイドバトルストーリー』では、ガーディアンフォースの機体（キャノピーにミサイル強化型と同型の装甲を取り付けている）が登場し、ブレードライガーとともに敵基地へ潜入した。

### コマンドウルフAC（アタックカスタム）
| コマンドウルフAC COMMAND WOLF AC | コマンドウルフAC COMMAND WOLF AC |
| -------------------------------- | --- |
| 番号                             | RZ-042 FZ-003 |
| 所属                             | ヘリック共和国 チーム・マッハストーム（フューザーズ）                                                                                                 |
| 分類                             | オオカミ型 |
| 全長                             | 14.7m |
| 全高                             | 10.0m |
| 重量                             | 66.0t |
| 最高速度                         | 200km/h |
| 乗員人数                         | 1名 |
| 武装・装備                       | AZ2連装250mmロングレンジキャノン スタビライザー×2 アシスタンスブースター×2 スモークディスチャージャー×2 エレクトロンバイトファング ストライククロー×4 |
| 主な搭乗者                       | トミー・パリス（バトルストーリー） マスクマン（フューザーズ）                                                                                         |

250mmロングレンジキャノンを装備して火力強化したコマンドウルフ。重量増加による機動力低下はアシスタンスブースターなどで補っている。共和国軍特殊工作師団416部隊（コマンドウルフACのみで編成された遊撃部隊。青いカラーリングから通称「青の軍」と呼ばれる）に配備されたゾイド。西方大陸戦争終結後、帝国軍の残属勢力掃討に従事した同部隊とこのゾイドはその任務の完了後、閃光師団（レイフォース）に編入され、シャドーフォックスと共にライガーゼロをサポート機として活躍した。主に火力を生かした支援砲撃戦を担当するとともに、その索敵能力の高さから、敵の位置を突き止める任務も得意としている。個人によって本機のカスタマイズの仕様は微妙に異なる。
作中の活躍
バトルストーリー
ZAC2101年3月、北エウロペ大陸ニクシー基地の戦いにおいては奇襲するKFDへ迎撃する機体の一つに本機の姿が見られた。
同年7月、ニクス大陸エントランス湾の戦いにおいては閃光師団の機体として参戦し、帝国の防衛部隊に対し攻撃を行った。同年8月、ニクス大陸ウィグリド平原においては鉄竜騎兵団と交戦。グランチャーのジャミングウェーブを受け機能不全を起こしている。
同年9月、ニクス大陸トリム高地・共和国軍前線基地の戦いにおいては侵入してきたライガーゼロイクスに対しトミー・パリスの機体が抗戦するも、撃破されている。
『ゾイドフューザーズ』
チーム・マッハストームのマスクマンが搭乗している。第2話のキラースパイナー戦などでは、爪による攻撃はストライクレーザークローとなっている。コマンドストライカーへ初ユニゾンして以降は装甲色が白色となった。
ゲーム
「ゾイド VS.シリーズ」『ゾイドタクティクス』『ZOIDS STRUGGLE』『ゾイドフルメタルクラッシュ』に登場する。

### コマンドウルフBlS
| コマンドウルフBlS                | コマンドウルフBlS |
| -------------------------------- | --- |
| 番号                             | Zi-042 |
| 所属                             | チーム・ブリッツ（スラッシュゼロ） |
| 分類                             | オオカミ型 |
| 乗員人数                         | 1名 |
| 主な搭乗者                       | バラッド・ハンター（スラッシュゼロ） |
| コマンドウルフAC COMMAND WOLF AC | |
| 分類                             | オオカミ型 |
| 全長                             | 14.7m |
| 全高                             | 10.0m |
| 重量                             | 66.0t |
| 最高速度                         | 200km/h |
| 武装・装備                       | AZ2連装250mmロングレンジキャノン スタビライザー×2 アシスタンスブースター×2 スモークディスチャージャー×2 エレクトロンバイトファング ストライククロー×4 |
| 主な搭乗者                       | バラッド・ハンター（スラッシュゼロ） |

アニメ『ゾイド新世紀スラッシュゼロ』に登場するバラッド・ハンターの乗機。登場当初はロングレンジライフルを装備し、第7話からアタックカスタムに装備変更。第20話でバックドラフト団のラオン博士が開発した新型ゾイドシャドーフォックスを追跡中に崖から滑落したところにミサイル攻撃を受け、爆散した。
機体名はゾイドバトルカードゲームでの呼称だが、「ゾイドエンサイクロペディア」では「コマンドウルフAC」の呼称が用いられている。コトブキヤから2010年12月にロングレンジライフルとアタックカスタムの同梱商品が発売された際の商品名は、「コマンドウルフLC&AC バラッド仕様」、説明書文中では「コマンドウルフ・バラッド仕様」という呼称もみられる。

### コマンドストライカー
| コマンドストライカー COMMAND STRIKER | コマンドストライカー COMMAND STRIKER |
| ------------------------------------ | --- |
| 番号                                 | FZ-012 |
| 分類                                 | オオカミ型 |
| 全長                                 | 14.7m |
| 全高                                 | 9.6m |
| 重量                                 | 58.0t |
| 最高速度                             | 213km/h |
| 乗員人数                             | 2名 |
| 主な搭乗者                           | マスクマン シグマ （フューザーズ） |
| 武装                                 | ザンブレイカー マルチプルキャノン×2 中型ミサイルポッド×2 小型ミサイルポッド×2 エレクトロンバイトファング ストライククロー×4 スモークディスチャージャー×2 Eシールド発生装置 |

アニメ『ゾイドフューザーズ』に登場。コマンドウルフACにブロックスゾイド・レオストライカーがユニゾンしたコマンドウルフの新形態。ユニゾンの際にカラーリングは青からグレーに変わり、背部にレオストライカーが変形した武装ユニットが装着される。
本編では第10話から登場。元仲間のマービスの罠に嵌り窮地に陥ったチーム・マッハストームのマスクマンのコマンドウルフACにシグマのレオストライカーがユニゾンして誕生した。ノーマル時よりも優れた反応速度と白兵戦能力でこの危機を脱し、以後はチームの新戦力として活躍した。主武装はレオストライカーの尻尾だったザンブレイカーで、初ユニゾン時に披露した必殺技「ガイアブレイカー」時には、ザンブレイカーの刃が倍近くに伸びる。また、第17話では黄緑色の円状Eシールドを使用している。
ゲームでは、ゾイドフューザーズの世界観をモチーフにしている『ゾイド VS.III』に登場している。

### コマンドウルフLC（ロングレンジカスタム）
| コマンドウルフLC COMMAND WOLF LC | コマンドウルフLC COMMAND WOLF LC                                                                |
| -------------------------------- | ----------------------------------------------------------------------------------------------- |
| 番号                             | GZ-003                                                                                          |
| 所属                             | ディガルド討伐軍（ゾイドジェネシス）                                                            |
| 分類                             | オオカミ型                                                                                      |
| 全長                             | 14.7m                                                                                           |
| 全高                             | 8.6m                                                                                            |
| 重量                             | 48.0t                                                                                           |
| 乗員                             | 1名                                                                                             |
| 最高速度                         | 200km/h                                                                                         |
| 武装                             | ロングレンジライフル スモークディスチャージャー×2 エレクトロンバイトファング ストライククロー×4 |
| 主な搭乗者                       | バルブロ（ジェネシス） ボントレガー（ジェネシス）                                               |

コマンドウルフにロングレンジライフルを搭載させたカスタム機。大型砲を搭載したため、機動力は落ちているが、命中すれば大型ゾイドをも一撃で撃破できる破壊力を持つ。
アニメではゾイドジェネシスに登場するも、ディガルド武国のバイオゾイドに対してはリーオ（メタルZi）製の武器以外は基本的に通用しないため、自慢のロングレンジライフルも役立たずとなる。物語終盤でソラノヒトからリーオの弾を供給されたことによりバイオゾイドに対抗できるようになる。
コマンドウルフLCゼネバス帝国軍仕様
| コマンドウルフLCゼネバス帝国軍仕様 EMPIRE COMMAND WOLF LC | コマンドウルフLCゼネバス帝国軍仕様 EMPIRE COMMAND WOLF LC                                       |
| --------------------------------------------------------- | ----------------------------------------------------------------------------------------------- |
| 番号                                                      | EHI-3(ゼネバス仕様)                                                                             |
| 所属                                                      | ゼネバス帝国                                                                                    |
| 分類                                                      | オオカミ型                                                                                      |
| 全長                                                      | 14.7m                                                                                           |
| 全高                                                      | 8.6m                                                                                            |
| 全幅                                                      | 5.9m                                                                                            |
| 重量                                                      | 48.0t                                                                                           |
| 乗員                                                      | 1名                                                                                             |
| 主な搭乗者                                                | ウォル・ガーレイ大尉(ゼネバス仕様)                                                              |
| 最高速度                                                  | 200km/h                                                                                         |
| 武装                                                      | ロングレンジライフル スモークディスチャージャー×2 エレクトロンバイトファング ストライククロー×4 |

HMM（ハイエンド・マスターモデル）シリーズで登場。「コマンドウルフLC ゼネバス帝国仕様」としてゼネバス帝国がシールドライガー部隊への対抗措置として、あらゆる手段で入手または鹵獲したコマンドウルフを制式に採用したという、上記レッドコマンドウルフをベースにしたオリジナル設定の機体としてリリースされた。入手が困難な共和国製の部品を得るために撃破した敵機の残骸を漁る姿から共和国側からは「ハイエナコマンド」とあだ名されている。
主なパイロットは、ゼネバス帝国傘下となったベルナ国軍のウォル・ガーレイ大尉。

### コマンドウルフ ホロテック
| コマンドウルフ ホロテック COMMAND WOLF HT | コマンドウルフ ホロテック COMMAND WOLF HT |
| ----------------------------------------- | ----------------------------------------- |
| 分類                                      | オオカミ型                                |

『ゾイドジェネレイションズ』に登場。黒と赤を基調としたクリアのコマンドウルフ。
初出は『次世代ワールドホビーフェア』第21回大会にて限定発売されたキットとなるが、こちらではパッケージにおいて『ゾイドフューザーズ』に登場するマッハストームのラベルが描かれていた。
コマンドストライカーホロテック
コマンドウルフホロテックとレオストライカーホロテックのユニゾンバリエーション。

### 森林戦仕様
| コマンドウルフ 森林戦仕様 | コマンドウルフ 森林戦仕様                          |
| ------------------------- | -------------------------------------------------- |
| 所属                      | ヘリック共和国                                     |
| 分類                      | オオカミ型                                         |
| 武装                      | 高速キャノン砲 小型ミサイルポッド 接近戦用ビーム砲 |

『RHI-3コマンドウルフ』商品パッケージに掲載されたバリエーション。機体下部に高速キャノン砲、肩に小型ミサイルポッド、尾部に接近戦用ビーム砲を増設。森林戦用にスピードよりも武装の強化を重視している。

### 夜間仕様
| コマンドウルフ 夜間仕様 | コマンドウルフ 夜間仕様                  |
| ----------------------- | ---------------------------------------- |
| 所属                    | ヘリック共和国                           |
| 分類                    | オオカミ型                               |
| 武装・装備              | 長射程キャノン砲 赤外線抑制装置 レーダー |

『RHI-3コマンドウルフ』商品パッケージに掲載されたバリエーション。夜間での長距離狙撃を目的としており、背部の主砲を長砲身のキャノン砲に換装している。
被発見率を低下させるためエンジン排気口には赤外線制御装置が組み込まれている。

### クライマーウルフ
| クライマーウルフ | クライマーウルフ           |
| ---------------- | -------------------------- |
| 番号             | RZ-009MS                   |
| 所属             | ヘリック共和国             |
| 分類             | オオカミ型                 |
| 全長             | 14.7m                      |
| 全高             | 10.4m                      |
| 重量             | 49.5t                      |
| 最高速度         | 200km/h                    |
| 武装             | 2連レーザー バイトファング |

ゾイド公式ファンブック2巻に掲載。暗黒大陸ニクス戦用に改造された山岳戦用ウルフ。元は月刊コロコロコミック誌で行われた「第1回ゾイド全日本ゾイド改造グランプリ」のゼンマイ部門用作例として掲載されたもので、ゾイドバトルカードゲームのプロモカードとしても登場した。

### ブリッツァーウルフ
| ブリッツァーウルフ | ブリッツァーウルフ |
| ------------------ | ------------------ |
| 番号               | RZ-009BW           |
| 所属               | ヘリック共和国     |
| 分類               | オオカミ型         |
| 全長               | 14.7m              |
| 全高               | 9.1m               |
| 重量               | 53.0t              |

ゾイド公式ファンブック3巻に掲載された強化改造機。ジェノブレイカーのフリーラウンドシールドなど、帝国の技術も実験的に取り入れられている。元はコロコロコミック誌2000年11月号で開かれた改造コンテストに入賞し、同誌2001年1月号にて、KFDとともに掲載された作品。

### チャージウルフ
| チャージウルフ | チャージウルフ |
| -------------- | -------------- |
| 番号           | RZ-009CW       |
| 所属           | ヘリック共和国 |
| 分類           | オオカミ型     |
| 全長           | 14.7m          |
| 全高           | 10.2m          |
| 重量           | 63t            |

コマンドウルフにミサイルパック（CP-06 ボマーユニット）、CP-07 キャノリーユニット、アシスタンスブースター（CP-04 アタックユニット）を装備し火力を増強した機体。ゾイドバトルカードゲームのプロモカードとして登場。元はホビージャパン誌2000年10月号に掲載された改造作例

### ケルベロス
| ケルベロス | ケルベロス                                             |
| ---------- | ------------------------------------------------------ |
| 番号       | RZ-009DH                                               |
| 所属       | ヘリック共和国                                         |
| 分類       | オオカミ型                                             |
| 全長       | 14.7m                                                  |
| 全高       | 7.9m                                                   |
| 重量       | 50.0t                                                  |
| 重量       | 190km/h                                                |
| 武装       | 2連ビーム砲 ビームバルカン 煙幕発生装置 ダブルファング |

ゾイド公式ファンブック2巻に掲載。頭部が1基追加され双頭となった。右側のコクピットはコンピュータの制御室となっており、パイロットの搭乗はできなくなっている。
初出は月刊コロコロコミック誌2000年6月号の付録冊子に掲載された改造作例。

### コマンドウルフ ミサイル強化型
| コマンドウルフ ミサイル強化型 | コマンドウルフ ミサイル強化型          |
| ----------------------------- | -------------------------------------- |
| 所属                          | ヘリック共和国                         |
| 分類                          | オオカミ型                             |
| 全長                          | 14.7m                                  |
| 重量                          | 51.3t                                  |
| 最高速度                      | 195km/h                                |
| 武装                          | ロケット砲 煙幕発生装置 バイトファング |

強化型共和国軍仕様とも呼称される。アニメ『ゾイド -ZOIDS-』16話で初登場。首都防衛や市街戦を想定したバリエーションで多連装ロケットランチャーや増加装甲で火力と防御力の増強を図っている。
この機体呼称は小学館刊「ゾイドバトルワールド」掲載時のもの。ゲーム『ZOIDS SAGA』においても「コマンドウルフ（市街戦仕様）」の名称で登場している。

### ウォルターウルフ
| ウォルターウルフ | ウォルターウルフ |
| ---------------- | ---------------- |
| 所属             | ヘリック共和国   |
| 分類             | オオカミ型       |

コロコロコミック誌2000年6月号の付録冊子に掲載された改造ウルフ。オーガノイドシステムを組み込んだワンオフの実験機。

### コマンドウルフMk-IIタイプ
| コマンドウルフMk-IIタイプ | コマンドウルフMk-IIタイプ                                                                |
| ------------------------- | ---------------------------------------------------------------------------------------- |
| 所属                      | ヘリック共和国                                                                           |
| 分類                      | オオカミ型                                                                               |
| 武装                      | 4連対空ミサイルランチャー エレクトロンファング スモークディスチャージャー リニアレーザー |

ゾイドバトルストーリー3巻で登場した改造コマンドウルフ。背中に高い命中率を誇る4連対空ミサイルランチャーを装備し、所属するMK-II強襲部隊の防空を担う。なお、名称・設定の記載は無いものの、バトルストーリー3掲載の写真では尾部にビーム砲らしき小火器を追加装備している。
ゲーム『ゾイド -ZOIDS- 邪神復活!〜ジェノブレイカー編〜』では「コマンドウルフ2」という機体名で登場しているが、図鑑の画面では「コマンドウルフ マーク2」と解説されている。また、同ゲームではリニアレーザーなる武器が固定装備枠に入っている。

### コマンドウルフ スプレッドミサイル装備仕様
アニメ『ゾイド -ZOIDS-』14話に登場。元々はZG(ゴジュラス)用の装備で、ドクター・ディの伝を使い、アーバインが自機のコマンドウルフに装備させたもの。頭部に機関砲のような装備が追加されているほか、背部ポッドに搭載された多弾装追尾拡散（スプレッド）ミサイルは発射後槍状の弾体を空中で放散・地上に降り注ぎ敵を串刺しにして攻撃することができ、素早い敵に対して有効。これによってレイヴンのセイバータイガーの右前脚を損傷させることに成功するが、彼の機転によって逆に返り討ちに合い、背部ポッド側面の閃光弾を利用し戦線を離脱した。
ゲーム『ZOIDS SAGA』においてはコマンドウルフSM、コマンドウルフ（ミサイル装備仕様）などの名称で登場している。

### コマンドウルフ サーベラス・エボルブ
| コマンドウルフ サーベラス・エボルブ | コマンドウルフ サーベラス・エボルブ |
| ----------------------------------- | ----------------------------------- |
| 所属                                | ヘリック共和国                      |
| 分類                                | オオカミ型                          |

電撃ホビーマガジン2001年8月号に掲載された改造コマンドウルフ。オーガノイドシステムを搭載し、OSが稼動状態となると両肩に格納された頭部（ドロイドヘッド）が展開することで「ケルベロスモード」へと変形する特色を持つ。アイデアはシャドーフォックスの企画没案がベースになっている。

### ガトリングウルフ
| ガトリングウルフ GATRING WOLF | ガトリングウルフ GATRING WOLF |
| ----------------------------- | ----------------------------- |
| 所属                          | ヘリック共和国                |
| 分類                          | オオカミ型                    |
| 全長                          | 50.0m                         |
| 全高                          | 27.5m                         |
| 重量                          | 518.0t                        |
| 最高速度                      | 380km/h                       |

『ZOIDS改造マニュアル』に掲載された改造コマンドウルフ。4連装ガトリングバズーカで火力を増強し、開閉式電磁ウイングと加速用ブースターで機動性も向上させたタイプ。カラーリングはサンドイエローとグリーンの迷彩塗装が施されている。
初出は『小学四年生』2000年8月号。

### コマンドウルフ マルチミサイル改造
『ゾイドカスタマイズステッカー』に掲載。赤と銀基調に塗装されたコマンドウルフの背部に、ミサイル状の装備が増設されている。
『小学二年生』2000年4月号にも改造作例の一つとしてスチル写真が掲載されているが、呼称は定められていない。

### コマンドウルフ（ガンタイン機）
漫画『ゾイドバトルストーリー』で登場。コマンドウルフ（アーバイン仕様）に機体色は近似するが、ビームガトリングガンなどで火力が増強されている。
作中では偽アーバイン（ガンタイン）が搭乗。残骸に偽装しブレードライガーを誘き出し、攻撃を仕掛けた。途中で本物のアーバインとそのコマンドウルフが登場し、最後はブレードライガーの攻撃を受け撃破されている。
雑誌や書籍の記事では、同様の装備を施した改造例が掲載されている。

### アーマードウルフ
FZ-003 コマンドウルフACに掲載されたユニゾンバリエーション。コマンドウルフACとボルドガルドの合体。

### 盗賊団仕様
| コマンドウルフ 盗賊団仕様 | コマンドウルフ 盗賊団仕様 |
| ------------------------- | ------------------------- |
| 所属                      | デザルト・アルコバレーノ  |
| 分類                      | オオカミ型                |
| 搭乗者                    | ビアンコ ネロ             |

アニメ『ゾイド -ZOIDS-』第1話から登場。デザルト・アルコバレーノのビアンコとネロの乗機で、デザートカラー風の機体色。ジークが合体し蘇生したシールドライガーによって撃退される。

### シミュレーション仕様
| コマンドウルフ シミュレーション仕様 | コマンドウルフ シミュレーション仕様 |
| ----------------------------------- | ----------------------------------- |
| 所属                                | ヘリック共和国                      |
| 分類                                | オオカミ型                          |

アニメ『ゾイド -ZOIDS-』第35話から登場。共和国軍の模擬戦に使われる機種。作中ではバンのブレードライガーと交戦した。

### レッズウルフ（ギシン仕様機）
| レッズウルフ REZ WOLF | レッズウルフ REZ WOLF                          |
| --------------------- | ---------------------------------------------- |
| 所属                  | ナカト国                                       |
| 分類                  | オオカミ型                                     |
| 乗員                  | 1名                                            |
| 搭乗者                | ギシン                                         |
| 武装                  | 小刀「カヅチ」 スモークディスチャージャー×2 他 |

『ゾイドジェネレイションズ』に登場。ナカト国の親衛隊員ギシンの機体で、口部にアタッチメントを介し小刀「カヅチ」を装備可能なほか、背部の火器が専用のものに変更されている。
「レッズウルフ」という機体名は後にギシンの息子ジンが登場する機体へと受け継がれている（古代虎型ゾイド#レッズウルフも参照）。

### プラクティス・ウルフ
2007年にトミーのゾイド公式サイトにおいて行われた『コマンドウルフ・カラーリングコンテスト』の入賞作。オンラインゲーム『ゾイドオンラインウォーズ』にも登場し、パイロット養成学校の訓練機という位置づけになっている。

## 『ZOIDS concept art』におけるコマンドウルフ
ゲリラ戦を得意とする隠密機動型ゾイドとされる。『ZOIDS concept art』作中では専用の頭部装備を有するドラゴンヘッド（マスター・ザッパ専用機）が登場する。

### コマンドウルフRGC（レールガンカスタム）
| コマンドウルフRGC COMMAND WOLF RGC                                 | コマンドウルフRGC COMMAND WOLF RGC |
| ------------------------------------------------------------------ | --- |
| 所属                                                               | 連邦軍 |
| 分類                                                               | オオカミ型 |
| 全長                                                               | 16.2m（レールガン最長時20.5m） |
| 全高                                                               | 9.0m |
| 重量                                                               | 49.5t |
| 乗員                                                               | 1名 |
| 主な搭乗者                                                         | テッド・スペクター ブライ・イーノ ダイアン・パークス (ゾイドオリジナル) |
| 最高速度                                                           | 185km/h |
| 武装                                                               | レールガン（試作型） 正面特殊二重装甲×2 可変式ヘッドスコープ ハイパーキャパシター×2 エレクトリックトランスミッションユニット×2 スパイクアンカー×2 エレクトロンバイトファング 強化型嗅覚センサー |
| コマンドウルフ インターセプター COMMAND WOLF INTERCEPTOR           | |
| 所属                                                               | 連邦軍 |
| 分類                                                               | オオカミ型 |
| 全長                                                               | 14.7m |
| 全高                                                               | 7.9m |
| 重量                                                               | 46.0t |
| 乗員                                                               | 1名 |
| 主な搭乗者                                                         | テッド・スペクター ブライ・イーノ ダイアン・パークス （ゾイドオリジナル） |
| 最高速度                                                           | 200km/h |
| 武装                                                               | ロングレンジライフル スモークディスチャージャー×2 エレクトロンバイトファング 強化型嗅覚センサー                                                                                                 |
| コマンドウルフ［ザッパ隊長仕様:後期型］ COMMAND WOLF CAPTAIN ZAPPA | |
| 所属                                                               | 連邦軍 |
| 分類                                                               | オオカミ型 |
| 全長                                                               | 14.7m |
| 全高                                                               | 7.9m |
| 重量                                                               | 46.0t |
| 乗員                                                               | 1名 |
| 主な搭乗者                                                         | マスター・ザッパ(ゾイドオリジナル) |
| 最高速度                                                           | 200km/h |
| 武装                                                               | ロングレンジライフル スモークディスチャージャー×2 エレクトロンバイトファング 強化型嗅覚センサー 射撃管制装置 ドラゴンヘッド(ザッパ隊長機専用アーマー)                                           |

『ZOIDS concept art』の世界観をベースとしたゾイドオリジナルに登場。コマンドウルフに、対ジェノリッター用に超高速の実態弾で大型ゾイドの装甲をも撃ち抜くレールガンを装備した機体。
可変式ヘッドスコープや正面特殊二重装甲、スパイクアンカーなどに加え、レールガンに大電力を供給できるハイパーキャパシターやエレクトリックトランスミッションユニットなども装備され、肩の部分に姿勢制御装置を内蔵するなど機体自体もレールガンの精密射撃に適した改造が成されている。ジェノリッター討伐作戦においてはレールガンの貫通力を増すために通常使用時の2.4倍の電力を流す選択をしたため、レールと弾丸との接点の蒸発が原因で各機1発のみの使用に限られた。

#### コマンドウルフ インターセプター
中央大陸戦争終結後、連邦軍において量産配備されたロングレンジライフル搭載型の迎撃用タイプ。

#### コマンドウルフ［ザッパ隊長仕様:後期型］
コマンドウルフMZとも呼ばれる。元トラップ遊撃隊の隊長であったマスター・ザッパの専用機「ドラゴンヘッド」にインターセプターと同様の換装を施した機体。ロングレンジライフルに射撃管制装置を装備しており、砲手に頼らず本体側の操縦で正確な射撃が行えるようになっている。